# Formoso do Araguaia
Formoso do Araguaia est une municipalité brésilienne située dans l'État du Tocantins.